# André (intérprete)
André (em grego: Ανδρέας; romaniz.: Andréas) foi um oficial bizantino do século VI que desempenhou a função de comandante militar e intérprete dos aliados árabes do Império Bizantino. Em 587, serviu sob o general Filípico e liderou, ao lado de Teodoro, um terço do exército bizantino oriental em um raide no Império Sassânida.